# Ceriagrion malaisei
Ceriagrion malaisei е вид водно конче от семейство Coenagrionidae. Видът не е застрашен от изчезване.

## Разпространение
Разпространен е във Виетнам, Камбоджа, Мианмар и Тайланд.